# Scopula turbidaria
Scopula turbidaria är en fjärilsart som beskrevs av Jacob Hübner 1818-1822. Scopula turbidaria ingår i släktet Scopula och familjen mätare. Inga underarter finns listade.